# Войт Володимир Ілліч
Володи́мир Іллíч (Ількович) Войт (англ. Volodymyr Voyt; нар. 7 листопада 1942, Ярмолинці — 26 січня 2024, Київ) — Заслужений артист України, бандурист-співак (лірико-драматичний баритон), автор численних нотних видань для бандури, соліст Національної заслуженої капели бандуристів України ім. Г. Майбороди, майстер бандур. Батько бандуриста Володимира Войта-молодшого.
Народився 7 (20) листопада 1942)р. в смт Ярмолинці, Хмельницької області. Закінчив Київську державну консерваторію ім. П. І. Чайковського у 1969 році, по класу бандури в (клас А. М. Бобиря).
1965—1969 / 1970—1978 рр. — артист оркестру народних інструментів телерадіокомпанії України. Численні виступи у прямих радіо- та телеефірах як соліста-інструменталіста, а також бандуриста співака. Здійснює разові та фондові аудіозаписи. 1969—1971 рр. — викладач Київського інституту культури. 1969—1970 і від 1978 — артист, концертмейстер, соліст Національної заслуженої капели бандуристів України ім. Г. Майбороди.

## Видані записи
Чому зайці сірі 1987, LP
Українські народні казки: читає М. Шутько, В. Войт — бандура, В. Безфамільнов — виборний баян. На платівці представлені казки: Орел і кріт; Журавель і лисиця; Як собака знайшов собі господаря; Март, апріль і май; Лисиця та ведмідь; Сірко; Як віл бігав наввипередки з конем; Лисиця та рак; Цап і дурна вівця; Чому зайці сірі.
«МЕЛОДИЯ», 1987 (Запис 1985 р.), перевидано у 1991 р.

## Репертуар
Думи, історичні пісні, козацькі, ліричні, побутові, жартівливі.
Інструментальні твори: власні композиції, твори сучасних композиторів, переклади академічної музики.

## Видання
Збірники
Українські народні пісні для голосу в супроводі бандури К. 1987
Твори для капели бандуристів К. 1989
Ой летіла зозуленька К. 1993
Композиції
Етюд (у зб: Бандура 2 клас К. 1978)
Етюд 2 (у зб: Бандура 2 клас К. 1978)
Етюд-жарт (у зб: Бандура 4 клас К. 1981)
Швець сл; слова В. Ладижця (у зб: Бандура 4 клас К. 1981)
Надруковані обробки
Аркан (у зб: Бандура 1 клас К. 1988) Бандуристе орле сизий (у зб. Українські народні пісні з репертуару Федора Жарка К. 1983)
Веснянка (у зб: Бандура 2 клас К. 1978) (у зб: Бандура 1 клас К. 1988)
Взяв би я бандуру (Укр. нар. пісні для голосу в суп. бандури К. 1987) (Ой летіла зозуленька К.
1993)
Глибока кирниця (Укр. нар. пісні для голосу в суп. бандури К. 1987) (Ой летіла зозуленька К.
1993)
Гопак Гречаники (у зб: Бандура 1 клас К. 1988)
Козак од'їжджає (Укр. нар. пісні для голосу в суп. бандури К. 1987) (Ой летіла зозуленька К.
1993)
Козачок (у зб: Бандура 1 клас К. 1988)
Наша рідна батьківщина (Укр. нар. пісні для голосу в суп. бандури К. 1987) (Укр. нар. пісні для
голосу в суп. бандури К. 1987)
Не женися сину (Укр. нар. пісні для голосу в суп. бандури К. 1987)
Ой вийду я на вулицю (Укр. нар. пісні для голосу в суп. бандури К. 1987) (Ой летіла зозуленька
К. 1993)
Одна гора високая (у зб. Українські народні пісні з репертуару Федора Жарка К. 1983)
Ой летіла зозуленька (Укр. нар. пісні для голосу в суп. бандури К. 1987) (Ой летіла зозуленька
К. 1993)
Ой не цвіти буйним цвітом (Укр. нар. пісні для голосу в суп. бандури К. 1987) (Ой летіла
зозуленька К. 1993)
Ой ти живеш на гороньці (Укр. нар. пісні для голосу в суп. бандури К. 1987) (Ой летіла
зозуленька К. 1993)
Ой ти дівчина зарученая (у зб: Бандура 1 клас К. 1988)
Ой поїхав мій миленький до млина (Укр. нар. пісні для голосу в суп. бандури К. 1987)
Скажи мені правду (Укр. нар. пісні для голосу в суп. бандури К. 1987) (Ой летіла зозуленька К.
1993)
Тиха вода (Укр. нар. пісні для голосу в суп. бандури К. 1987) (Ой летіла зозуленька К. 1993)
Якби мені не тиночки (Укр. нар. пісні для голосу в суп. бандури К. 1987) (Ой летіла зозуленька
К. 1993)
Переклади обробок народних пісень
Гайдамака, П. Коли б мені господи, неділі діждатись (Укр. нар. пісні для голосу в суп.
бандури К. 1987) (Ой летіла зозуленька К. 1993)
Кос-Анатольського, А. Чотири воли пасу я (Укр. нар. пісні для голосу в суп. бандури К. 1987)
(Ой летіла зозуленька К. 1993)
Косенко, В. Удовицю я любив (Укр. нар. пісні для голосу в суп. бандури К. 1987) (Ой летіла
зозуленька К. 1993)
Лисенко, М. Ой пушу я кониченька в сад (Укр. нар. пісні для голосу в суп. бандури К. 1987)
(Ой летіла зозуленька К. 1993)
Лятошинський, Б. Ой маю я чорні брови (Укр. нар. пісні для голосу в суп. бандури К. 1987) (Ой
летіла зозуленька К. 1993)
Майборода Г. Як і поорав (Укр. нар. пісні для голосу в суп. бандури К. 1987) (Ой летіла
зозуленька К. 1993)
Ревуцький, Л. Ой у лузі, при дорозі (Укр. нар. пісні для голосу в суп. бандури К. 1987)
Для капели або ансамблю бандуристів
Ай ну коте-котино (Колискова) (зб. Райдуга 1978 р. ч 3)
Шутенко, К. В'ється Хміль (Твори для капели бандуристів К. 1989)
Від Москви до Карпат (зб: Пісні Великої Вітчизняної Війни К.1982)
Лисенко, М Вічний революціонер (Твори для капели бандуристів К. 1989)
Білаш, О Два журавлі (Твори для капели бандуристів К. 1989)
Дороги (зб: Пісні Великої Вітчизняної Війни К.1982)
Ніщинський, П. Закувала та сива зозуля (Твори для капели бандуристів К. 1989)
За Річкою, попід гаєм (зб Українські народні пісні К. 1975)
Копав же я криниченьку (зб Українські народні пісні К. 1975)
Марена (зб Українські народні пісні К. 1975)
Ой та сходить сонечко (зб Українські народні пісні К. 1975)
Зуєв, В. П'є журавка воду (Твори для капели бандуристів К. 1989)
ПІСНЯ про Дніпро (зб: Пісні Великої Вітчизняної Війни К.1982)
Розлягалися тумани (зб: Пісні Великої Вітчизняної Війни К.1982)
Шумів суворо Брянський ЛІС (зб: Пісні Великої Вітчизняної Війни К.1982)
У гаєчки ходила я (зб. Райдуга 1978 р. ч 3)
Верстовський, О. Хор дівчат (Твори для капели бандуристів К. 1989)
Стеценко, К. Червона калинонька (Твори для капели бандуристів К. 1989)
Майборода, П. Як на дальнім небосхилі (Твори для капели бандуристів К. 1989)
Переклади інструментальних творів
Гурильов, О. Полька-Мазурка (у зб: Бандура 3 клас К. 1980)
Косенко, В. Скерціно (у зб: Бандура 3 клас К. 1980)
Моцарт, В. Менует (у зб: Бандура 2 клас К. 1978)
Моцарт, А. Менует (у зб: Бандура 5 клас К. 1982)
Пешетті, Д. Престо (у зб: Бандура 5 клас К. 1982)
Шітте, А. Етюд 1 (у зб: Бандура 1 клас К. 1977)
Шітте, А. Етюд 2 (у зб: Бандура 1 клас К. 1977)
Шуман, Р. Марш (у зб: Бандура 3 клас К. 1980)
Чайковський. П. Хорал (у зб: Бандура 2 клас К. 1978)
Черні, К Етюд (у зб: Бандура 3 клас К. 1980)